# Hrabstwo Livingston (Kentucky)

Piramida wieku hrabstwa

Hrabstwo Livingston – hrabstwo w USA, w stanie Kentucky. Według danych z 2000 roku, hrabstwo zamieszkiwały 8904 osoby. Siedzibą hrabstwa jest Smithland.

## Miasta
- Ledbetter (CDP)
- Carrsville
- Grand Rivers
- Salem
- Smithland